# Antibiòtic polipeptídic
Els antibiòtics polipèptids són una classe d'antibiòtics que es fan servir per infeccions dels ulls, orelles i de la bufeta afegits als aminoglucòsids. Són tòxics i, per tant, no adequats per una administració sistèmica però s'administren de forma tòpica en la pell. Normalment s'apliquen directament a l'ull o inhalats pels pulmons, rarament en forma d'injecció.
Entre ells es troben l'actinomicina, la bacitracina, la colistina i la polimixina B.
El seu mecanisme d'acció és inhibir la proteïna, però en gran part no es coneix
Els efectes adversos són danyar el ronyó i els nervis quan s'aplica en injecció.